# A Mikulás-mentőakció
A Mikulás-mentőakció (eredeti cím: Saving Santa) 2013-ban bemutatott brit-amerikai számítógépes animációs karácsonyi filmvígjáték, melynek rendezője Leon Joosen, forgatókönyvírója és készítője Tony Nottage, producere Nottage, Terry Stone és Nick Simunek. A filmet közvetlenül DVD videón adták ki.

## Cselekmény
Bernard egy manó, aki lapátolóként dolgozik a Mikulás falujában. Feltaláló akar lenni, ezért minden évben bemutat egy találmányt, amely azonban soha nem működik úgy, ahogy kellene. Egy nap Bernard bemutatja új találmányát: a karácsonyi emlékezőgépet, amely képes egy élet legszebb emlékeit kivetíteni, így megakadályozva, hogy az emberek elveszítsék a karácsonyi hangulatot. A találmány azonban áramszünetet okoz az egész faluban, ezért Bernardot kirúgják.
Szomorúan tér vissza, de a Mikulás megvigasztalja, és megmutatja neki az időgömböt, egy időutazó eszközt, amelyet a Mikulás a kézbesítéshez használ.
A falut megtámadja Neville Baddington, egy nemzetközi hajózási szervezet vezetője, aki megszállottan keresi a Mikulás szánját és annak titkát. Bernard ekkor aktiválja az időgömböt, és visszamegy, hogy megakadályozza, hogy Baddington megtalálja a falut.
A falu megtalálását csak úgy lehet megakadályozni, ha leállítják a memóriagép bemutatását, mivel az okozta az áramszünetet, ami miatt a falut felfedezték.
Az első alkalommal Bernard a Mikulás titkos ügynökeinek csapata fogságába esik, de sikerül megszöknie, visszavenni az időgömböt, és újra visszamenni. A második alkalommal ismét kudarcot vall; végül Bernard rájön, hogy nem tudja megváltoztatni a múltat, így az előadást sem tudja megállítani. Ezért úgy dönt, hogy inkább nem használja a memóriagép találmányát.

## Médiakiadás
Az Egyesült Királyságban 2013. november 1-jén jelent meg Blu-rayen és DVD-n a The Weinstein Company és az Anchor Bay Entertainment forgalmazásában.

## Fordítás
- Ez a szócikk részben vagy egészben  a   Saving Santa című angol Wikipédia-szócikk fordításán alapul.  Az eredeti cikk szerkesztőit annak laptörténete sorolja fel. Ez a jelzés csupán a megfogalmazás eredetét és a szerzői jogokat jelzi, nem szolgál a cikkben szereplő információk forrásmegjelöléseként.
- Ez a szócikk részben vagy egészben  az   Il segreto di Babbo Natale című olasz Wikipédia-szócikk fordításán alapul.  Az eredeti cikk szerkesztőit annak laptörténete sorolja fel. Ez a jelzés csupán a megfogalmazás eredetét és a szerzői jogokat jelzi, nem szolgál a cikkben szereplő információk forrásmegjelöléseként.